# Прапор Білої Церкви
Пра́пор Бі́лої Це́ркви — один з офіційних символів міста Білої Церкви. Затверджений рішенням третьої позачергової сесії Білоцерківської міської ради XXIII скликання від 3 жовтня 1998 року. Прапор є промовистим.

## Історія

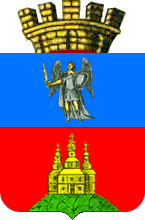
Герб Василькова, вплив білоцерк. прапора прослідковується у його нижній частині

Прапор Білої Церкви був наданий 6 грудня 1620 року королем Речі Посполитої Сигізмундом III. Саме положення про прапор міститься в описі військових зобов'язань білоцерківських міщан. Міська корогва несла зображення білої церкви з білим хрестом у червоному полі. Згодом тривалий час у Білої Церкви не було свого прапора. Після того як місто перейшло у володіння Браницьких, вся міська документація почала використовувати графський герб Корчак, а про прапор по суті забули.
Повернення вексилогічного знаку міста сталося 3 жовтня 1998 року на позачерговій сесії міської ради. Все це стало результатом співпраці Українського геральдичного товариства та місцевих істориків. Загалом проект прапора розробив голова УГТ — Андрій Гречило, але до нього були внесені зміни О. Дмитренком та іншими білоцерківцями.

## Цікаві факти
Існує версія історика О. Стародуба, який вважає, що прапор Білої Церкви вплинув на герб Василькова (дерев'яна церква з хрестом), коли наприкінці XVIII століття повітові установи були перенесені до цього міста з Білої Церкви.

## Офіційний опис
|  | Прапор — квадратне полотнище, на червоному тлі — біла церква з білим куполом та покрівлею, увінчана білим хрестом . |

## Використання
Біля будинку Білоцерківської міської ради піднімаються Прапор України та прапор міста. Також прапор міста останнім часом широко використовується по всьому місту.